# Karl Spielbüchler (Jurist)

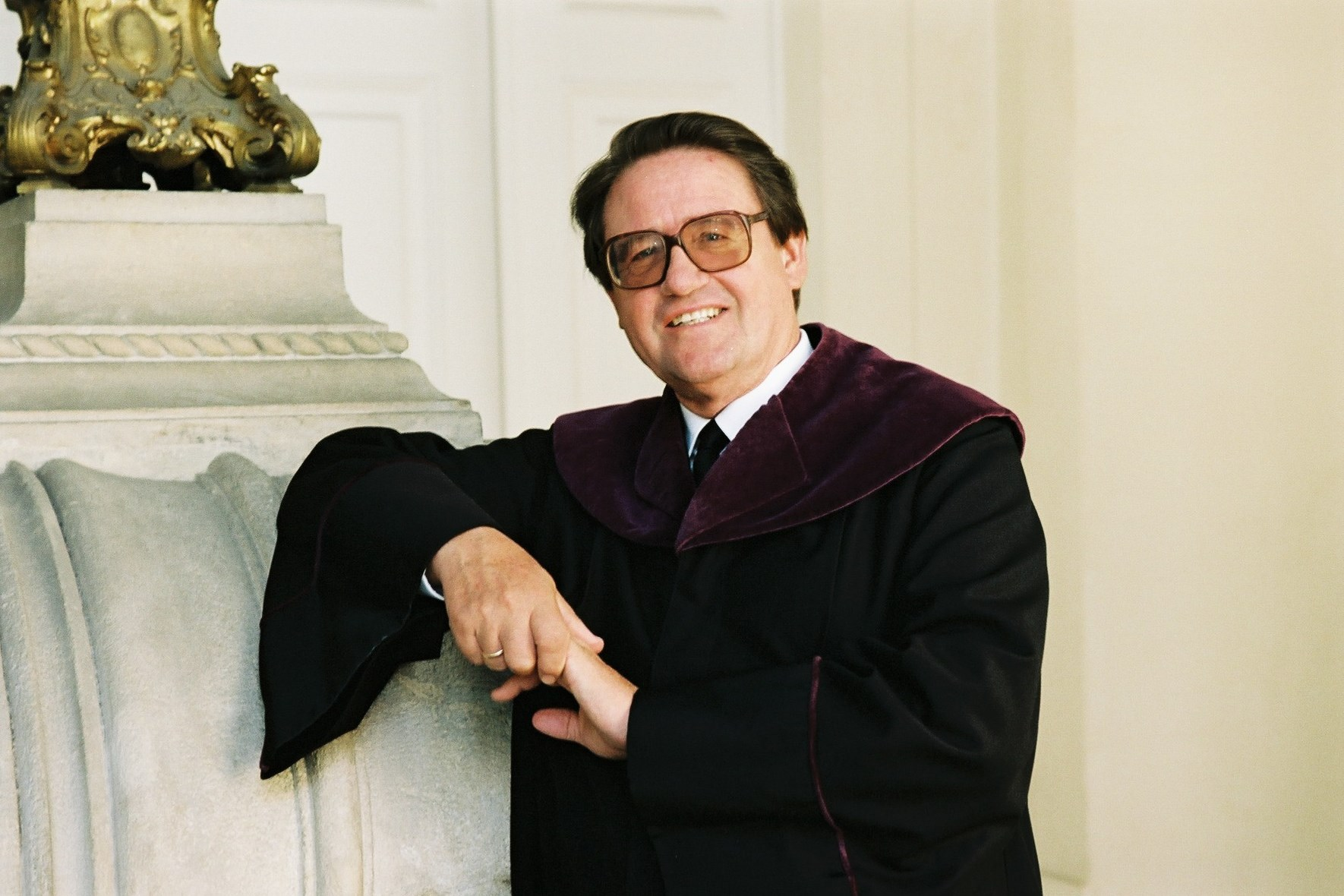
Karl Spielbüchler als Verfassungsrichter im Talar (2003)

Karl Spielbüchler (* 27. September 1939 in Bad Ischl; † 9. Januar 2012 in Gosau) war ein österreichischer Jurist, Universitätsprofessor und Mitglied des Verfassungsgerichtshofes.

## Leben
Als Sohn des im Austrofaschismus verfolgten SPÖ-Politikers Karl Spielbüchler aus Gosau studierte er nach seiner Matura mit Ausbildung zum Volksschullehrer ab 1958 Rechts- und Staatswissenschaften; 1962 wurde er an der Universität Wien promoviert. Nach einer ersten Anstellung ab 1966 als Bezirksrichter im Mühlviertel war er von 1967 bis 1971 Assistent am „Institut für Arbeitsrecht und Sozialrecht“ der „Hochschule für Sozial- und Wirtschaftswissenschaften“ Linz und ab 1970 Mitglied der „Kommission zur Vorbereitung der Neuordnung des Arbeitsrechts“. Im gleichen Jahr erfolgte seine Habilitation für Bürgerliches Recht und Arbeitsrecht; 1971 wurde er zum außerordentlichen, 1973 zum ordentlichen Universitätsprofessor für Bürgerliches Recht an der  mittlerweile aus der Hochschule hervorgegangenen Johannes-Kepler-Universität Linz berufen. 1975 wurde er Mitglied der „Kommission zur Wahrung des Rundfunkgesetzes“. Im Jahr 1976, mit erst 36 Jahren, erfolgte seine Ernennung zum Mitglied des Verfassungsgerichtshofes, dem jüngsten und zum Ende seiner Tätigkeit im Jahr 2009 auch dem dienstältesten in der österreichischen Geschichte.
Er war Mitbegründer und seit 2001 Präsident der „Österreichischen Gesellschaft für Arbeitsrecht und Sozialrecht“.
Spielbüchler war verheiratet und hatte drei Kinder. Nach seiner Emeritierung lebte er wieder in seiner Heimatgemeinde Gosau.
Karl Spielbüchler verstarb am 9. Januar 2012 im Alter von 72 Jahren.

## Werke
Siehe Johannes-Kepler-Universität Linz: Publikationsverzeichnis Prof. Dr. Karl Spielbüchler.